# Kianjanarivo
Kianjanarivo est un village situé à Arivonimamo, Madagascar.